# 모리 코나테
모리 코나테(프랑스어: Mory Konaté, 1993년 11월 15일 ~ )는 벨기에 클럽 메헬렌과 기니 국가대표팀에서 미드필더로 활약하고 있는 기니의 프로 축구 선수이다.

## 구단 경력
코나테는 축구를 늦게 시작했고 기니에서 축구를 할 기회가 부족하자 학생 신분으로 독일로 건너갔다. 그는 2017년 보루시아 도르트문트 II와 계약하기 전인 2014년 알프터와 아마추어 축구를 시작했다. 2019년 8월 29일, 코나테는 신트트라위던으로 이적했다. 코나테는 2020년 2월 8일 KAS 오이펜과의 벨기에 프로 리그에서 5-2로 승리하며 프로 데뷔 전을 치렀고, 그곳에서 선제골을 넣었다.
2023년 7월 13일, 코나테는 메헬렌과 3시즌 계약을 체결했다.

## 국가대표팀 경력
2020년 3월 13일, 코나테는 기니 축구 국가대표팀 대표로 소집되었다. 2021년 12월 27일, 그는 기니의 연장된 2021년 아프리카 네이션스컵 선수단에 포함되었다. 2022년 1월 3일, 르완다와의 친선 경기에서 기니 국가대표팀에 데뷔했다.